# Бирманский бокс

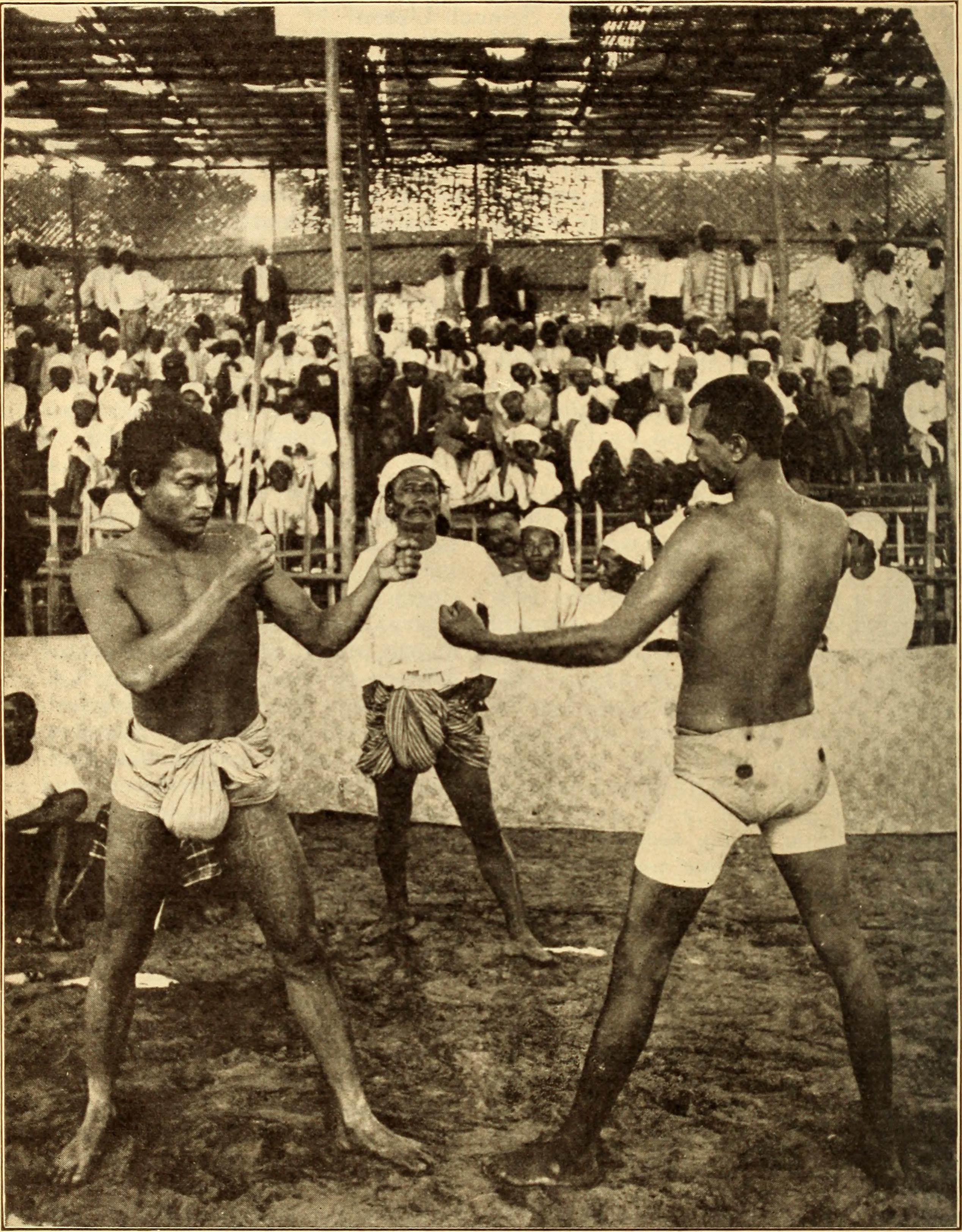
Фото с поединка конца XIX в.

Бирманский бокс (бирм. လက်ဝှေ့, лэуе; также лэхвей, летхвей) — боевое искусство Мьянмы. Считается одним из самых жестких видов спорта в мире. В нём разрешены удары головой и бой ведется голыми руками. Один раунд продолжается 3 минуты, в поединке их может быть до пяти; если ни один из бойцов не сдаётся и не получает нокаут к концу матча, объявляется ничья. Часто бойца приводят в себя после первого и второго нокаута, так что поражением считается только третий.
Точное время появления лэхвей неизвестно, его относят к периоду существования городов-государств Пью.
Первой попыткой иностранцев принять участие в мьянманском турнире считается путешествие в Янгон троих американцев: Дугласа Эванса, Шэннона Рича и Альберто Рамиреса. Первые двое получили нокаут в первом раунде, а последний сдался. Популяризации лэхвей вне домашнего региона мешают, во-первых, слишком жестокие для большинства стран правила, а во-вторых, небольшой размер гонораров: в 2022 году средний боец получал 25 долларов США за поединок, а чемпионы могли рассчитывать на 500—1000 долларов.
Одним из самых знаменитых бойцов бирманского бокса является Ван Чхай (Со Хан Тэйн).

## Развитие бирманского бокса в России
В 2007 году Денис Владимирович Владимиров и Андрей Александрович Николаев основали и со своими единомышленниками создали незарегистрированную Федерацию бирманского бокса в Москве. В 2009 году была основана и зарегистрирована Всероссийская общественная организация «Федерация бирманского бокса России».
В январе 2012 года в Мьянме проходил чемпионат мира по бирманскому боксу среди профессионалов, где впервые приняла участие сборная команда из России. Возглавил сборную президент ФББР двукратный чемпион мира по кикбоксингу Д. В. Владимиров. Российский спортсмен Артём Сериков одержал победу в финале и стал первым в многолетней истории проведения чемпионата иностранным спортсменом, получившим высший титул в весовой категории до 72 кг.